# Pålgårdsbrännans naturreservat
Pålgårdsbrännans naturreservat är ett naturreservat i Ragunda kommun i Jämtlands län.
Området är naturskyddat sedan 2023 och är 246 hektar stort. Reservatet ligger nordost om Hammarstrand och beläget på Snödberget och består av brandpräglad naturskog.